# Leni Shida
Leni Shida (sinh ngày 22 tháng 5 năm 1994) là một vận động viên chạy nước rút người Uganda.

## Tuổi thơ
Shida sinh ra ở Arua năm 1994  là con gái của Abdulatif Tiyua, một sĩ quan quân đội đã nghỉ hưu và phó chỉ huy nhóm phiến quân Mặt trận Ngân hàng West Nile.

## Sự nghiệp
Khi điều hành, Shida đã đại diện cho Uganda tại Đại hội Thể thao Khối thịnh vượng chung 2014 tới vòng bán kết.

## Cuộc thi quốc tế
| Năm                 | Giải đấu                 | Địa điểm                           | Thứ hạng            | Nội dung            | Chú thích           |
| Representing Uganda | Representing Uganda      | Representing Uganda                | Representing Uganda | Representing Uganda | Representing Uganda |
| ------------------- | ------------------------ | ---------------------------------- | ------------------- | ------------------- | ------------------- |
| 2014                | Commonwealth Games       | Glasgow, United Kingdom            | 21st (sf)           | 400 m               | 54.30               |
| 2015                | Universiade              | Gwangju, South Korea               | 11th (sf)           | 400 m               | 53.40               |
| 2015                | Universiade              | Gwangju, South Korea               | 5th                 | 4 × 400 m relay     | 3:45.40             |
| 2015                | African Games            | Brazzaville, Republic of the Congo | 19th (sf)           | 200 m               | 24.56               |
| 2015                | African Games            | Brazzaville, Republic of the Congo | 6th                 | 400 m               | 52.86               |
| 2016                | African Championships    | Durban, South Africa               | 8th                 | 400 m               | 53.91               |
| 2017                | Islamic Solidarity Games | Baku, Azerbaijan                   | 5th                 | 400 m               | 54.57               |
| 2017                | Universiade              | Taipei, Taiwan                     | 34th (h)            | 200 m               | 25.29               |
| 2017                | Universiade              | Taipei, Taiwan                     | 11th (sf)           | 400 m               | 53.44               |
| 2017                | Universiade              | Taipei, Taiwan                     | 15th (h)            | 4 × 100 m relay     | 47.05               |
| 2017                | Universiade              | Taipei, Taiwan                     | 6th                 | 4 × 400 m relay     | 3:43.38             |
| 2018                | Commonwealth Games       | Gold Coast, Australia              | 22nd (sf)           | 400 m               | 54.50               |
| 2018                | Commonwealth Games       | Gold Coast, Australia              | 8th                 | 4 × 400 m relay     | 3:35.03             |
| 2018                | African Championships    | Asaba, Nigeria                     | 10th (sf)           | 200 m               | 24.36               |
| 2018                | African Championships    | Asaba, Nigeria                     | 6th                 | 400 m               | 52.78               |
| 2019                | World Relays             | Yokohama, Japan                    | 19th (h)            | 4 × 400 m relay     | 3:35.02             |
| 2019                | Universiade              | Naples, Italy                      | 2nd                 | 400 m               | 51.64               |

## Thành tích cá nhân tốt nhất
Ngoài trời
- 200 mét - 24,56 (-0,2 m/s, Brazzaville 2015)
- 400 mét - 52,51 (Brazzaville 2015)
- 800 mét - 2: 13,20 (Gôrôn 2017)